# Экспедиция ледокола «Сибирь»
Высокоширотная экспедиция атомного ледокола «Сибирь» на Северный полюс состоялась в 1987 году.
Помимо достижения точки Северного полюса, исполнялись ряд важных, практических задач.

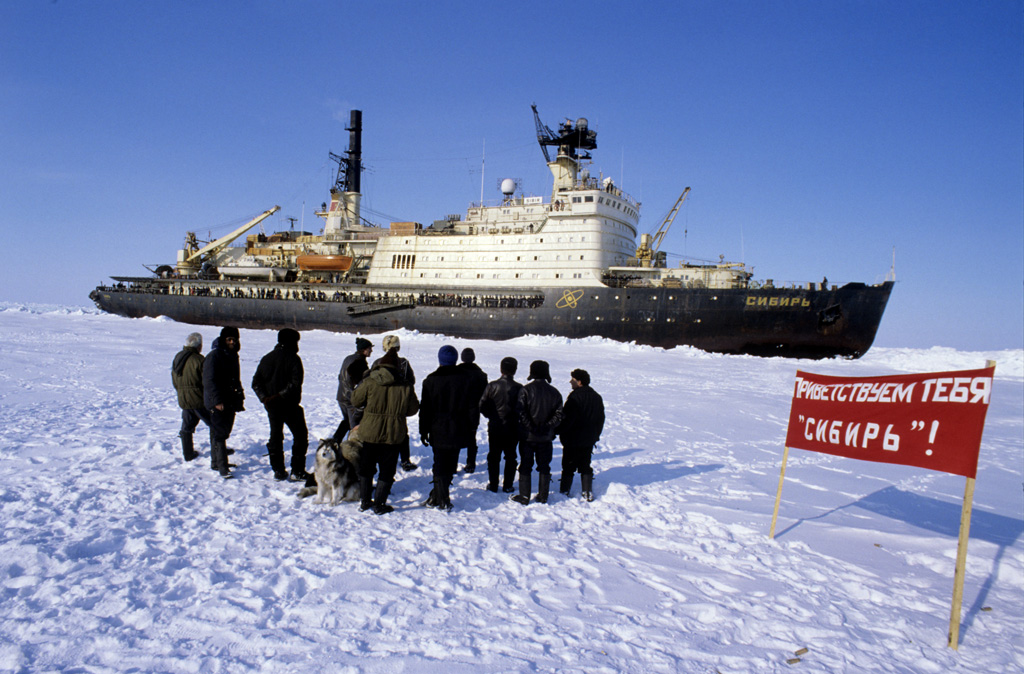
Сотрудники станции встречают ледокол «Сибирь». Фото РИА Новости 15 мая 1987 года.

## Задачи экспедиции
- Эвакуация дрейфующей полярной станции СП-27 с льдины, ситуация на которой стала угрожаемой вследствие таяния и дробления льдины.
- Доставка и организация полярной станции СП-29.

## Состав экспедиции
- Руководитель экспедиции — А. Н. Чилингаров.
- Капитан ледокола «Сибирь»- З. А. Вибах
- Специалисты Арктического и Антарктического института
- Специалисты институтов океанологии и географии АН СССР
- Специалисты из Министерства геологии СССР
- Специалисты Главного управления картографии и геодезии при Совете Министров СССР

## Первый этап экспедиции. Эвакуация СП-27
Выйдя из порта приписки — Мурманска — 8 мая 1987 г., через 10 суток ледокол пробился к СП-27, пройдя при этом 1360 миль, 1020 из них по льдам. По маршруту следования постоянно велась ледовая разведка с самолёта Ил-24Н, вертолётов Ми-2 и Ми-8.

## Второй этап экспедиции. Полюс
При проведении эвакуации, ледовыми разведчиками был установлен факт благоприятной ледовой обстановки вплоть до Северного полюса. При расстоянии от места эвакуации СП-27 до полюса около 212 миль, это неделя пути. Было принято решение дойти до Северного полюса.
25 мая в 15 ч 59 мин МСК ледокол «Сибирь» вышел в географическую точку Северного полюса, став вторым надводным кораблем в истории мореплавания в активном плавании достигшим географического Северного полюса земли.
В районе полюса ученые выполнили комплекс научных исследований.

## Третий этап экспедиции. Возвращение СП-27
Возвращался атомоход, обогнув Землю Франца-Иосифа с запада и далее взяв курс на мыс Желания — северную оконечность Новой Земли. Невдалеке у Новой Земли встретил караван судов, ведомый ледоколом «Красин». Взяв одно из судов на буксир, «Сибирь» продолжила путь на Диксон, где полярники СП-27 высадились на материк. На борт были взяты грузы и участники СП-29.

## Четвёртый этап экспедиции. Развертывание СП-29
4 июня «Сибирь» легла на курс к проливу Вилькицкого. 6 июня, выйдя в море Лаптевых, атомоход пошёл курсом «норд». При движении через лед Таймырского массива скорость упала.
9 июня ледокол подошел к достаточно большому ледяному полю, которое находилось в координатах 80° 15' северной широты, 113° 27' восточной долготы. Выгрузка оборудования и грузов для СП-29 заняла сутки.
19 июня атомный ледокол «Сибирь» возвратился в порт приписки.